# Lijst van voetbalinterlands Kameroen - Oostenrijk
Deze lijst van voetbalinterlands is een overzicht van alle officiële voetbalwedstrijden tussen de nationale teams van Kameroen en Oostenrijk. De landen speelden tot op heden drie keer tegen elkaar. De eerste ontmoeting, een groepswedstrijd tijdens het Wereldkampioenschap voetbal 1998, werd gespeeld in Toulouse (Frankrijk) op 11 juni 1998. Het laatste duel, een vriendschappelijke wedstrijd, vond plaats op 12 augustus 2009 in Klagenfurt.

## Wedstrijden
| № | Plaats     | Datum            | Competitie        | Wedstrijd             | Uitslag |
| - | ---------- | ---------------- | ----------------- | --------------------- | ------- |
| 1 | Toulouse   | 11 juni 1998     | WK 1998           | Kameroen – Oostenrijk | 1 – 1   |
| 2 | Wenen      | 17 april 2002    | Vriendschappelijk | Oostenrijk – Kameroen | 0 – 0   |
| 3 | Klagenfurt | 12 augustus 2009 | Vriendschappelijk | Oostenrijk – Kameroen | 0 – 2   |

## Samenvatting
| Competitie        | Totaal gespeeld | Winst Kameroen | Gelijk | Winst Oostenrijk | Doelsaldo Kameroen – Oostenrijk |
| ----------------- | --------------- | -------------- | ------ | ---------------- | ------------------------------- |
| WK-eindronde      | 1               | 0              | 1      | 0                | 1 − 1                           |
| Vriendschappelijk | 2               | 1              | 1      | 0                | 2 − 3                           |
| Totaal            | 3               | 1              | 2      | 0                | 3 − 1                           |

## Details

### Eerste ontmoeting
| WK 1998 (Toulouse, Frankrijk, 11 juni 1998): |              | |
| Kameroen | 1 – 1        | Oostenrijk |
| Pierre Njanka 77' | goals        | 90+1' Toni Polster |
| Claude Le Roy | bondscoach   | Herbert Prohaska |
| Jacques Songo'o Pierre Wome Rigobert Song Raymond Kalla Pierre Njanka Patrick Mboma Augustine Simo 66' Didier Angibeaud Joseph N'Do Samuel Ipoua 66' François Omam-Biyik 85' | opstellingen | Michael Konsel Peter Schöttel Anton Pfeffer Wolfgang Feiersinger 83' Heimo Pfeifenberger 83' Harald Cerny Arnold Wetl Roman Mählich Dietmar Kühbauer 83' Andreas Herzog Toni Polster |
| Salomon Olembe 66' Joseph-Desire Job 66' Alphonse Tchami 85' | wissels      | 83' Peter Stöger 83' Mario Haas 83' Ivica Vastic |
| Samuel Ipoua 30' | gele kaarten | 27' Anton Pfeffer |

### Tweede ontmoeting
| Vriendschappelijk (Wenen, Oostenrijk, 17 april 2002): |              | |
| Oostenrijk | 0 – 0        | Kameroen |
| | goals        | |
| Hans Krankl | bondscoach   | Winfried Schäfer |
| Alexander Manninger Paul Scharner Michael Baur Ferdinand Feldhofer Jürgen Panis 90+3' Rene Aufhauser Andreas Herzog 88' Gerd Wimmer 73' Markus Weissenberger 90+3' Roman Wallner 58' Ivica Vastic 63' | opstellingen | 46' Jacques Songo'o Rigobert Song Bill Tchato Lucien Mettomo 61' Salomon Olembe Pierre Njanka Marc-Vivien Foé 71' Lauren Etame-Mayer Geremi Njitap 46' Joseph-Désiré Job 85' Samuel Eto'o |
| Christian Mayrleb 58' Markus Hiden 63' Richard Kitzbichler 73' Roland Linz 88' Thomas Höller 90+3' Ernst Dospel 90+3'                                                                                 | wissels      | 46' Idriss Kameni 46' Patrick Suffo 61' Daniel Ngom Komé 71' Eric Djemba-Djemba 85' Francis Kioyo                                                                                         |
| - Debuut van Paul Scharner (Austria Wien) voor Oostenrijk. |              | |

### Derde ontmoeting
| Vriendschappelijk (Klagenfurt, Oostenrijk, 12 augustus 2009): |              | |
| Oostenrijk | 0 – 2        | Kameroen |
| | goals        | 28' Pierre Webo 33' Pierre Webo |
| Dietmar Constantini | bondscoach   | Paul Le Guen |
| Jürgen Macho 46' Manuel Ortlechner 46' Franz Schiemer Aleksandar Dragović György Garics 46' Jakob Jantscher Yasin Pehlivan Paul Scharner 40' Andreas Hölzl 67' Marc Janko Erwin Hoffer 61' | opstellingen | Idriss Carlos Kameni 82' Sebastian Bassong 46' Andre Stephane Bikey Nicolas Nkoulou Geremi Njitap Achille Emana Stephane M'bia 46' Pierre Webo 46' Jean Makoun 46' Somen Tchoyi 65' Samuel Eto'o |
| Christoph Leitgeb 40' Helge Payer 46' Christian Fuchs 46' Sebastian Prödl 46' Stefan Maierhofer 61' Christopher Trimmel 67'                                                                | wissels      | 46' Landry Nguemo 46' Eyong Enoh 46' Aurelien Chedjou 46' Daniel Ngom Komé 65' Albert Meyong 82' Gilles Binya                                                                                    |
| | gele kaarten | 70' Sebastian Bassong |

FCF · A-internationals · Selecties · Bondscoaches · Statistieken · Kameroens vrouwenelftal · Kameroen U21 · Kameroen U20 · Kameroen U19 · Kameroen U18 · Kameroen U17
1960 – 1969 · 
1970 – 1979 · 
1980 – 1989 · 
1990 – 1999 · 
2000 – 2009 · 
2010 – 2019 ·
2020 − 2029
CC 2001 · 
CC 2003
WK 1982 · 
WK 1990 · 
WK 1994 · 
WK 1998 · 
WK 2002 · 
WK 2010 · 
WK 2014 ·
WK 2022
OS 1984 · 
OS 2000 · 
OS 2008
1961 · 
1960 · 
1961 · 
1962 · 
1963 · 
1964 · 
1965 · 
1966 · 
1967 · 
1968 · 
1969 · 
1970 · 
1971 · 
1972 · 
1973 · 
1974 · 
1975 · 
1976 · 
1977 · 
1978 · 
1979 · 
1980 · 
1981 · 
1982 · 
1983 · 
1984 · 
1985 · 
1986 · 
1987 · 
1988 · 
1989 · 
1990 · 
1991 · 
1992 · 
1993 · 
1994 · 
1995 · 
1996 · 
1997 · 
1998 · 
1999 · 
2000 · 
2001 · 
2002 · 
2003 · 
2004 · 
2005 · 
2006 · 
2007 · 
2008 · 
2009 · 
2010 · 
2011 · 
2012 · 
2013 ·
2014 ·
2015 ·
2016 ·
2017 ·
2018 ·
2019 ·
2020 ·
2021 ·
2022
Albanië ·
Algerije ·
Angola ·
Argentinië ·
Australië ·
Benin ·
Bolivia ·
Brazilië ·
Bulgarije ·
Burkina Faso ·
Burundi ·
Canada ·
Centraal-Afrikaanse Republiek ·
Chili ·
Colombia ·
Comoren ·
Congo-Brazzaville ·
Congo-Kinshasa ·
Costa Rica ·
Cuba ·
Denemarken ·
Duitsland ·
Egypte ·
Engeland ·
Equatoriaal-Guinea ·
Eritrea ·
Ethiopië ·
Finland ·
Frankrijk ·
Gabon ·
Gambia ·
Georgië ·
Ghana ·
Griekenland ·
Guinee ·
Guinee-Bissau ·
Ierland ·
India ·
Indonesië ·
Iran ·
Italië ·
Ivoorkust ·
Jamaica ·
Japan ·
Kaapverdië ·
Kenia ·
Koeweit ·
Kroatië ·
Lesotho ·
Liberia ·
Libië ·
Luxemburg ·
Madagaskar ·
Malawi ·
Mali ·
Marokko ·
Mauritanië ·
Mauritius ·
Mexico ·
Moldavië · 
Mozambique ·
Namibië ·
Nederland ·
Niger ·
Nigeria ·
Noord-Macedonië ·
Noorwegen ·
Oeganda ·
Oekraïne ·
Oezbekistan ·
Oostenrijk ·
Panama ·
Paraguay ·
Peru ·
Polen ·
Portugal ·
Roemenië ·
Rusland ·
Rwanda ·
Saoedi-Arabië ·
Sao Tomé en Principe ·
Senegal ·
Servië ·
Sierra Leone ·
Slowakije ·
Soedan ·
Somalië ·
Sovjet-Unie ·
Swaziland ·
Tanzania ·
Thailand · 
Togo ·
Tsjaad ·
Tunesië ·
Turkije ·
Verenigde Staten ·
Zambia ·
Zimbabwe ·
Zuid-Afrika ·
Zuid-Korea ·
Zuid-Soedan ·
Zweden ·
Zwitserland
Brazilië (2014) · 
Brazilië (2022) · 
Denemarken (2010) · 
Egypte (2017) ·
Frankrijk (2003) · 
Italië (1982) · 
Japan (2010) · 
Kroatië (2014) · 
Mexico (2014) ·
Nederland (2010) · 
Peru (1982) · 
Polen (1982) · 
Servië (2022)
ÖFB · A-internationals · Selecties · Bondscoaches · Oostenrijks vrouwenelftal · Olympisch elftal · Oostenrijk U21 · Oostenrijk U20 · Oostenrijk U19 · Oostenrijk U18 · Oostenrijk U17 · Oostenrijk U16 · Vrouwen U17
1902 – 1919 ·
1920 – 1929 ·
1930 – 1939 ·
1940 – 1949 ·
1950 – 1959 ·
1960 – 1969 ·
1970 – 1979 ·
1980 – 1989 ·
1990 – 1999 ·
2000 – 2009 ·
2010 – 2019 ·
2020 – 2029
EK's: 2008 · 
2016 · 
2020 · 
2024
WK's: 1934 · 
1954 · 
1958 · 
1978 · 
1982 · 
1990 · 
1998
OS: 1912 ·
1936 ·
1948 ·
1952
1902 · 
1903 · 
1904 · 
1905 · 
1906 · 
1907 · 
1908 · 
1909 · 
1910 · 
1911 · 
1912 · 
1913 · 
1914 · 
1915 · 
1916 · 
1917 · 
1918 · 
1919 · 
1920 · 
1921 · 
1922 · 
1923 · 
1924 · 
1925 · 
1926 · 
1927 · 
1928 · 
1929 · 
1930 · 
1931 · 
1932 · 
1933 · 
1934 · 
1935 · 
1936 · 
1937 · 
1938 · 1939 · 1940 · 1941 · 1942 · 1943 · 1944 · 1945 · 
1946 · 
1947 · 
1948 · 
1949 · 
1950 · 
1952 · 
1952 · 
1953 · 
1954 · 
1955 · 
1956 · 
1957 · 
1958 · 
1959 · 
1960 · 
1961 · 
1962 · 
1963 · 
1964 · 
1965 · 
1966 · 
1967 · 
1968 · 
1969 · 
1970 · 
1971 · 
1972 · 
1973 · 
1974 · 
1975 · 
1976 · 
1977 · 
1978 · 
1979 · 
1980 · 
1981 · 
1982 · 
1983 · 
1984 · 
1985 · 
1986 · 
1987 · 
1988 · 
1989 · 
1990 ·
1991 · 
1992 · 
1993 · 
1994 · 
1995 · 
1996 · 
1997 · 
1998 · 
1999 · 
2000 · 
2001 · 
2002 · 
2003 · 
2004 · 
2005 · 
2006 · 
2007 · 
2008 · 
2009 · 
2010 · 
2011 · 
2012 · 
2013 · 
2014 · 
2015 · 
2016 · 
2017 · 
2018 · 
2019 · 
2020 · 
2021 ·
2022
Albanië ·
Algerije ·
Andorra ·
Argentinië ·
Azerbeidzjan ·
België ·
Bosnië en Herzegovina ·
Brazilië ·
Bulgarije ·
Canada ·
Chili ·
Costa Rica ·
Cyprus ·
Denemarken ·
DDR ·
Duitsland ·
Egypte ·
Engeland ·
Estland ·
Faeröer ·
Finland ·
Frankrijk ·
Georgië ·
Ghana ·
Griekenland ·
Hongarije ·
Ierland ·
IJsland ·
Iran ·
Israël ·
Italië ·
Ivoorkust ·
Japan ·
Joegoslavië ·
Kameroen ·
Kazachstan ·
Kroatië ·
Letland ·
Liechtenstein ·
Litouwen ·
Luxemburg ·
Malta ·
Moldavië ·
Montenegro ·
Nederland ·
Nigeria ·
Noord-Ierland ·
Noord-Macedonië ·
Noorwegen ·
Oekraïne ·
Paraguay ·
Peru ·
Polen ·
Portugal ·
Roemenië ·
Rusland ·
San Marino ·
Schotland ·
Servië ·
Slovenië ·
Slowakije ·
Sovjet-Unie ·
Spanje ·
Trinidad en Tobago ·
Tsjechië ·
Tsjecho-Slowakije ·
Tunesië ·
Turkije ·
Uruguay ·
Venezuela ·
Verenigde Staten ·
Wales ·
Wit-Rusland ·
Zweden ·
Zwitserland
Algerije (1982) · 
Chili (1982) · 
Duitsland (2008) · 
Frankrijk (1982) · 
Hongarije (2016) · 
Italië (2021) · 
Kroatië (2008) · 
Nederland (2021) · 
Noord-Ierland (1982) · 
Noord-Macedonië (2021) · 
Oekraïne (2021) · 
Polen (2008) ·  
Portugal (2016) · 
West-Duitsland (1982)